# Maulne
Pour les articles homonymes, voir Maulne (homonymie).
La Maulne est une rivière française qui coule dans les départements d'Indre-et-Loire, de Maine-et-Loire et de la Sarthe. C'est un affluent du Loir en rive gauche, donc un sous-affluent de la Loire par le Loir et la Maine.

## Géographie
La Maulne prend naissance à deux kilomètres au nord de Courcelles-de-Touraine au sein d'une région d'étangs, de bois et de forêts (forêt de la Vallière). Son orientation générale va du sud-est vers le nord-ouest. Elle se jette dans le Loir au niveau de la localité de La Chapelle-aux-Choux, située à cinq kilomètres en amont du Lude.

## Communes traversées
La Maulne traverse les communes suivantes :
- Indre-et-Loire : Courcelles-de-Touraine, Château-la-Vallière, Saint-Laurent-de-Lin, Lublé, Marcilly-sur-Maulne et Braye-sur-Maulne.

- Maine-et-Loire : Broc

- Sarthe : La Chapelle-aux-Choux

## Hydrologie
La Maulne est une rivière fort peu abondante, comme la plupart des cours d'eau de la rive gauche du Loir. Son débit a été observé durant une période de 21 ans (1979-1999), à Broc, localité située peu avant son débouché dans le Loir. Le bassin versant de la rivière est de 85 km2.
Le module de la rivière à Broc est de 0,326 m3/s.
La Maulne présente des fluctuations saisonnières de débit classiques dans le bassin de la Loire. La période de hautes eaux va de l'hiver au début du printemps, et pousse le débit mensuel moyen à un niveau situé entre 0,399 et 0,607 m3/s, de décembre à avril inclus (avec un maximum assez net en janvier et février). Dès le mois de mai, le débit diminue fortement (0,315 m3/s en mai) pour aboutir à la période des basses eaux qui se déroule de la mi-juin à octobre, amenant une baisse du débit moyen mensuel allant jusqu'à 0,124 m3/s au mois de septembre, ce qui reste fort acceptable pour un aussi petit cours d'eau. Mais les fluctuations de débit peuvent être plus importantes d'après les années et sur des périodes plus courtes.
À l'étiage le VCN3 peut chuter jusque 0,048 m3/s, en cas de période quinquennale sèche, soit 48 litres par seconde, ce qui ne peut être qualifié de sévère, mais reste même abondant comparé au VCN3 de bon nombre de cours d'eau du bassin de la Loire.
Les crues sont d'importance modérée, proportionnellement à l'étendue du bassin versant. Ainsi les QIX 2 et QIX 5 valent respectivement 2,7 et 4,4 m3/s. Le QIX 10 est de 5,5 m3/s, le QIX 20 de 6,5 m3/s, tandis que le QIX 50 n'a pas été calculé faute de temps pour le faire valablement.
Le débit instantané maximal enregistré à Broc durant cette période, a été de 7,16 m3/s le 22 janvier 1995, tandis que le débit journalier maximal enregistré était de 6,67 m3/s le même jour.
La Maulne est une rivière fort peu abondante. La lame d'eau écoulée dans son bassin versant est de 121 millimètres annuellement, ce qui est inférieur de plus de moitié à la moyenne d'ensemble de la France tous bassins confondus, mais sensiblement égal à la moyenne du bassin du Loir (129 millimètres). Le débit spécifique de la rivière (ou Qsp) est de 3,8 litres par seconde et par kilomètre carré de bassin.